# Густав Бауер
Густав Адольф Бауер (нім. Gustav Adolf Bauer; 6 січня 1870, Даркемен, Східна Пруссія — 16 вересня 1944, Берлін) — німецький політик, соціал-демократ. З 21 червня 1919 по 26 березня 1920 року — рейхсканцлер Веймарської республіки (до 14 серпня 1919 року — прем'єр-міністр).

## Біографія
Бауер народився у м. Озерськ (він же довоєнний Даркемен до 1938 і Ангерапп до 1946 року), в родині судового виконавця, чиї предки переселилися в Східну Пруссію з Південної Німеччини у 1731—1732 роках. По закінченні народної школи у Кенігсберзі в 1884 році Густав Бауер працював писарем в адвокатській конторі. В результаті важкої хвороби у 1888 році втратив ногу. У 1893—1895 роках очолював контору іменитого захисника у кримінальних справах Фріца Фрідмана.

## Профспілкова і громадська діяльність
У 1895 році Бауер заснував Центральний союз конторських службовців Німеччини і очолював його аж до злиття з Союзом державних службовців лікарняних кас у 1808 році. У 1902 році втратив роботу через свою участь в профспілковій діяльності та протягом року займався власним трактиром, потім на професійній основі очолив Центральний робочий секретаріат профспілок. У 1908—1918 роках Бауер обіймав посаду другого голови Генеральної комісії профспілок Німеччини. У 1912 році Бауер був обраний головою наглядової ради нового страхового товариства Volksfürsorge.
У 1917 році Бауер брав участь у створенні Народного союзу за свободу і батьківщину, став противагою екстремістської Німецької вітчизняної партії. Після відходу з політики Густав Бауер працював керуючим у Берлінському житловому товаристві.

## Політична діяльність
Бауер перебував у СДПН і належав до правого крила, підтримає політику громадянського миру з імперським урядом під час Першої світової війни.
У 1912 році Бауер був обраний депутатом рейхстагу від СДПН і очолював з 1915 року бюджетний комітет. Після Листопадової революції був обраний делегатом Веймарських національних зборів і потім був депутатом рейхстагу з червня 1920 по лютий 1925 року.
У жовтні 1918 року рейхсканцлер Максиміліан Баденський призначив Густава Бауера статс-секретарем Імперського відомства праці. У кабінеті Шейдемана Бауер з 13 лютого 1919 року обіймав посаду рейхсміністра праці.
Після відставки Шейдемана 20 червня 1919 року Бауер був призначений рейхсканцлером уряду, який підписав Версальський договір, незважаючи на те, що він сам виступав проти умов договору. 22 червня Бауер висловився за прийняття договору, але планував опротестувати перед Антантою деякі його окремі положення про вину в розв'язуванні війни та виселення громадян Німеччини, але вже на наступний день на засіданні Веймарських національних зборів він був змушений визнати, що його спроби не увінчалися успіхом.
На посаді рейхсканцлера Густав Бауер займався питаннями залізниць і разом з рейхсміністром фінансів Маттіасом Ерцбергером просував фінансову реформу. У 1920 році після Капповского путчу Бауер був змушений піти у відставку, оскільки, як і рейхсміністр оборони Густав Носке, втратив довіру своєї партії і профспілок. В наступному уряді свого товариша по партії Германа Мюллера Густав Бауер обіймав посаду міністра казначейства, а з 1 травня 1920 року по 25 червня 1920 року також міністра транспорту. У другому кабінеті Вірта Бауер обіймав посаду віце-канцлера і рейхсміністра казначейства.
У 1925 році Густав Бауер був виключений з лав партії в зв'язку з справою Бармата. 14 травня 1926 року був відновлений у партії рішенням партійного суду. У Веймарській республіці був членом Рейхсбаннера.
Після приходу до влади націонал-соціалістів у травні 1933 року Густав Баеур протягом декількох тижнів перебував під арештом за звинуваченням у податкових злочинах.
Густав Бауер був одружений з Гедвигою Мох. Похований на церковному кладовищі Глініке.